# Fortitude (série télévisée)
Pour les articles homonymes, voir Fortitude.
Fortitude est une série télévisée britannique en 26 épisodes d'environ 47 minutes mêlant thriller psychologique et horreur. Elle a été développée par Simon Donald, et diffusée entre le 29 janvier 2015 et le 27 décembre 2018 sur Sky Atlantic au Royaume-Uni et sur Super Channel au Canada. Aux États-Unis, la première saison a été diffusée sur Pivot, la deuxième sur Amazon Prime Video.
En France et en Suisse, la saison 1 est diffusée à partir du 30 janvier 2016 sur Canal+, puis à partir du 19 janvier 2017 sur Arte, et au Québec, sur Unis.
Le mot "fortitude" signifie en anglais courage, grandeur d’âme.

## Synopsis

### Situation de départ
La série est située dans la ville fictive de Fortitude, qui reprend toutes les particularités de Longyearbyen, capitale de l'archipel du Svalbard, et de Ny-Ålesund, localité la plus septentrionale de cet archipel : localité habitée la plus septentrionale au monde, située sur une île dans l'Arctique, non loin de la frontière russe, peuplée en partie de scientifiques, où il est interdit de mourir, etc. L'intrigue doit beaucoup au fait de la conservation des virus dans les cadavres congelés (du fait du climat rigoureux).  

### Saison 1
La petite ville de Fortitude est bien tranquille jusqu'à ce que les habitants soient secoués par le meurtre violent d'un scientifique britannique respecté, le Pr Charlie Stoddart. Le shérif local Dan Anderssen mène l'enquête avec l'inspecteur-chef anglais Eugene Morton, envoyé par la Metroplitan Police de Londres. Il s'avère toutefois que la mort brutale de Billy Pettigrew, un autre scientifique, qui est survenue peu avant et a été attribuée par la police locale à l'attaque de l'ours blanc qui a dévoré une partie du corps, reste suspecte et pourrait bien être la vraie raison de la venue sur l'île du policier britannique.
La survenue d'autres meurtres aussi violents qu'inexplicables vient compliquer l'enquête en faisant voler en éclats tous les mobiles possibles pour le meurtre du Pr Charlie Stoddart : opposition au projet immobilier d'hôtel des glaces poussé par la gouverneure Hildur Odegard, rixe avec un mineur local, etc. Le rôle trouble des policiers locaux et de l'ancien policier Henry Tyson laisse planer un malaise supplémentaire sur ce huis clos, jusqu'à ce que des scientifiques, Vincent Rattrey et Natalie Yelburton, en arrivent à l'hypothèse d'une contamination par un virus préhistorique, libéré du permafrost par le réchauffement climatique et avec lequel certains habitants ont été en contact direct. Une guêpe préhistorique réapparaît, porteuse du virus qui pousse ses victimes à commettre des actes de sauvagerie imprévisibles. Malgré les appels à l'aide de la gouverneure, le gouvernement norvégien ne prend pas la question suffisamment au sérieux pour apporter de l'aide à la communauté de Fortitude qui doit faire face à cette menace avec sa modeste force de police de quatre personnes...

### Saison 2
Lors de la deuxième série, la gouverneure est déposée par une décision du gouvernement à Oslo en raison des nombreux décès qui sont arrivés sur l'île, et elle est remplacée par un administrateur provisoire envoyé du continent, Erling Munk, qui s'avère corrompu par une société pharmaceutique, qui, sous couvert d'une mission médicale patronnée par l'OMS et dirigée par le Dr Sarinda Khatri, mène des expériences médicales secrètes sur les patients atteints du virus préhistorique qui lui sont confiés. Le thème de ces expériences est de comprendre et de maîtriser le processus extraordinaire de régénération cellulaire qui survient chez les personnes infectées du virus préhistorique. Le shérif Dan Anderssen réapparaît après des semaines d'absence, et semble avoir été touché par le virus, car il va accumuler, avec un total manque d'empathie, plusieurs meurtres de sang-froid afin de sauver la femme qu'il aime des mains du Dr Khatri, puis pour dissimuler ses précédents meurtres. Un chaman venu de la ville russe la plus proche, où des événements similaires à ceux de Fortitude ont eu lieu lors de l'été 1942 qui avait été particulièrement chaud. Lui aussi lutte à sa manière contre les agissements de la société pharmaceutique et commet plusieurs meurtres rituels. Le pêcheur local Michael Lennox, dont la femme est en phase terminale d'une maladie grave et sous l'influence du chaman, et qui est l'ancien petit ami de la gouverneure, prend une importance croissante dans les événements d'autant plus que le mariage de l'ex-gouverneure avec le policier Eric Odegard bat de l'aile après une infidélité de ce dernier. Hildur Odegard a réussi à reconstituer tout le schéma de corruption mais n'est prise au sérieux localement que par Michael Lennox. Elle choisit de confronter Eling Munk avec les preuves de sa corruption. Celui-ci saisit alors une occasion de la faire disparaître et elle meurt dans l'eau glaciale d'un trou où elle tombe en présence de Munk, qui ne la sauve pas. Munk sera à son tour victime d'une foule furieuse excitée par Dan Anderssen qui ne supporte pas la disparition de Hildur Odegard. Une équipe d'extraction hautement professionnelle arrive avec comme mission de fermer le laboratoire du Dr Khatri, d'en effacer toutes les traces, et de capturer le shérif Dan Anderssen dont les qualités de résistance physique à la suite de son infection intéressent le laboratoire pharmaceutique commanditaire. Leur mission va toutefois échouer, d'une part quand le Dr Khatri, comprenant qu'elle va être éliminée physiquement, tire une fusée de détresse dans l'hélicoptère qui l'emmène, tuant tout l’équipage dans le crash qui s'ensuit, et d'autre part du fait de Michael Lennox, qui parvient à éliminer l'un des agents de l'autre équipe, puis de Eric Odegard qui arrive à point nommé pour tuer le deuxième alors qu'il allait exécuter Michael Lennox.

### Saison 3
La troisième saison (4 épisodes seulement) voit un dénouement sanglant : deux détectives envoyés par Oslo sont tués par Dan Anderssen. La femme propriétaire du laboratoire pharmaceutique, Elsa Schenthal, arrive sur place afin de rencontrer Dan Anderssen. Vieille mais elle-même ancienne victime du virus régénérée depuis plus de 70 ans, elle parvient à séduire Michael Lennox et lui révèle qu'elle a besoin pour compléter l'effet du virus de prélever régulièrement tout le liquide cérébrospinal d'une personne vivante afin d'en utiliser les cellules-souches. Cette révélation intervient après que Michael Lennox a été enlevé pour être une de ses victimes mais qu'il ait réussi à se sauver en tuant le mari d'Elsa Schenthal. Dan Anderssen est tué par surprise par la scientifique Natalie Yelburton, elle même infectée par le virus. Michael Lennox part en avion avec Elsa Schenthal, qu'il a réussi à accepter l'idée de cesser ses régénérations meurtrières et donc de mourir. 

## Distribution

### Acteurs principaux
- Richard Dormer (VF : Joël Zaffarano) : shérif Dan Anderssen
- Stanley Tucci (VF : Bernard Alane) : DCI Eugene Morton
- Michael Gambon (VF : Marc Cassot) : Henry Tyson
- Sofie Gråbøl (VF : Marion Valantine) : Hildur Odegard
- Christopher Eccleston (VF : Éric Legrand) : Pr Charlie Stoddart
- Chipo Chung : Trish Stoddart
- Nicholas Pinnock : Frank Sutter
- Jessica Raine : Jules Sutter
- Darwin Brokenbro : Liam Sutter
- Verónica Echegui (VF : Noémie Orphelin) : Elena Ledesma
- Luke Treadaway : Vincent Rattrey
- Sienna Guillory : Natalie Yelburton
- Johnny Harris : Ronnie Morgan
- Elizabeth Dormer-Phillips : Carrie Morgan
- Darren Boyd : Markus Huseklepp
- Jessica Gunning : Shirley Allerdyce
- Mia Jexen (da) : Ingrid Witry (policière)
- Alexandra Moen (en) : Petra Bergen (policière)
- Björn Hlynur Haraldsson : Eric Odegard (policier)
- Aaron McCusker : Jason Donnelly
- Michael Obiora (en) : Max Cordero
- Emil Hostina (en) : Yuri Lubimov
- Phoebe Nicholls (VF : Marie-Martine (actrice)): Dr Allerdyce
- Ramon Tikaram (en) : Tavrani
- Charlotte Pike : Medic
- Jonjo O'Neill (en) : Ciaran Donnelly
- Stephan Genovese : Jurgen Aalon

À partir de la saison 2 : 
- Parminder Nagra : Dr Sarinda Khatri
- Robert Sheehan : Vladek Klimov, le chaman
- Dennis Quaid : Michael Lennox
- Ken Stott : Erling Munk, l'administrateur remplaçant la gouverneure à partir de la saison 2
- Edvin Endre (en) : Rune Lennox
- Eloise Smyth : Yeva Podnikov

À partir de la saison 3 : 
- Aliette Opheim (en) : Elsa Schenthal
- Maria Schrader : inspecteur de police Ingemar Myklebust

### Acteurs récurrents et invités
- Lara Decaro : Hanna Donnelly
- Tam Dean Burn : Billy Pettigrew
- Leanne Best (en) : Celia Donnelly

 Source et légende : version française (VF) sur RS Doublage

## Production

### Genèse et développement
La série est commandée par Sky Atlantic, une chaîne britannique, pour douze épisodes en 2013 et co-produite par la chaîne américaine Pivot. La fermeture de cette dernière n'a pas compromis le tournage de la saison 2.

### Tournage
La série a été tournée en Islande, dans la petite ville de Reyðarfjörður.

## Épisodes

### Saison 1 (2015)
1. titre français inconnu (Pilot)
2. titre français inconnu (Episode 2)
3. titre français inconnu (Episode 3)
4. titre français inconnu (Episode 4)
5. titre français inconnu (Episode 5)
6. titre français inconnu (Episode 6)
7. titre français inconnu (Episode 7)
8. titre français inconnu (Episode 8)
9. titre français inconnu (Episode 9)
10. titre français inconnu (Episode 10)
11. titre français inconnu (Episode 11)
12. titre français inconnu (Episode 12)

### Saison 2 (2017)
Le 9 avril 2015, la série est renouvelée pour une deuxième saison, Michelle Fairley, Dennis Quaid, Parminder Nagra et Robert Sheehan rejoignent la distribution. Elle est diffusée depuis le 26 janvier 2017 sur la chaîne Sky Atlantic au Royaume-Uni.
1. titre français inconnu (Episode 1)
2. titre français inconnu (Episode 2)
3. titre français inconnu (Episode 3)
4. titre français inconnu (Episode 4)
5. titre français inconnu (Episode 5)
6. titre français inconnu (Episode 6)
7. titre français inconnu (Episode 7)
8. titre français inconnu (Episode 8)
9. titre français inconnu (Episode 9)
10. titre français inconnu (Episode 10)

### Saison 3 (2018)
Composée de quatre épisodes, elle est diffusée du 6 au 27 décembre 2018.
1. titre français inconnu (Episode 1)
2. titre français inconnu (Episode 2)
3. titre français inconnu (Episode 3)
4. titre français inconnu (Episode 4)

## Réception
Selon la critique du Monde des séries, "dans sa première saison, Fortitude était une bonne idée qui avait eu peur d’elle-même et s’était cachée dans les replis du Nordic noir. [La 2e saison] a appris de ses erreurs et a compris qu’elle devait tenir ses promesses pour être autre chose qu’un aimable objet télévisuel vite oublié malgré la présence de grands acteurs comme Michael Gambon ou Stanley Tucci. [Elle] adopte un ton plus violent et plus noir dans un décor toujours plus blanc et insondable. L’histoire gagne en épaisseur, démontrant que complexité du récit et simplicité des lieux ne sont pas incompatibles."
Pour le site de cinéma belge Cinénews, "Fortitude c'est tout sauf le programme de soirée en famille… Entre les intrigues sexuelles, la cruauté dont font preuve les protagonistes, les angoisses existentielles profondément sombres, et les effets gores réguliers… il faut parfois avoir l'esprit et l'estomac bien accroché (...). C'est trash, sombre et plein de mystère."
Pour le site Addict Culture, "tous les ingrédients typiques aux polars du grand nord y sont réunis : ambiance glaciale, personnages peu causants et un peu sauvages, sensation constante de huis clos… et de la neige ! Beaucoup !" mais "Fortitude est un véritable OVNI. Il faudra attendre le 11e épisode de cette première saison pour savoir à quoi nous avons réellement affaire. Et encore…"